# Åke Jansson (militär)
Per Åke Jansson, född 19 oktober 1950 i Danmarks församling i Uppsala län, är en svensk militär.

## Biografi
Åke Jansson avlade officersexamen vid Krigsskolan 1976 och utnämndes samma år till officer i armén. Han gick Tekniska chefskursen vid Militärhögskolan 1985–1987, inträdde i Generalstabskåren 1989, var detaljchef vid Försvarsstaben 1989–1991 och var stabschef vid Arméns tekniska centrum 1991–1993. Han befordrades till överstelöjtnant 1993, var chef för Arméns tekniska skola vid Arméns tekniska centrum 1994–1995, befordrades till överste 1995, var sektionschef i Högkvarteret 1995–1997 och studerade vid NATO Defence College 1996–1997. Han befordrades till överste av första graden 1997, var chef för Arméns tekniska centrum från den 1 april till den 31 december 1997, var chef för Underhållsavdelningen i Krigsförbandsledningen i Högkvarteret 1998–2001 och befordrades till brigadgeneral 2000. Jansson befordrades 2002 till generalmajor, varefter han var chef för Försvarsmaktens logistik 2002–2005.
Åke Jansson invaldes 2003 som ledamot av Kungliga Krigsvetenskapsakademien.